# Boxe nos Jogos Pan-Americanos de 1999
As competições de boxe nos Jogos Pan-Americanos de 1999 em Winnipeg, Canadá, foram realizadas de 31 de julho a 8 de agosto de 1999. Foi, ainda, um torneio de classificação para os Jogos Olímpicos de Verão de 2000, em Sydney, Austrália. Os dois melhores de cada categoria conseguiram vaga para as Olimpíadas.

## Medalhistas
| Event                            | Ouro                          | Prata                      | Bronze                                                     |
| -------------------------------- | ----------------------------- | -------------------------- | ---------------------------------------------------------- |
| Mosca-ligeiro (Até 48 kg)        | Maikro Romero Cuba            | Liborio Romero Mexico      | Iván Calderón Puerto Rico Patricio Calero Ecuador          |
| Mosca (Até 51 kg)                | Omar Andrés Narváez Argentina | José Navarro United States | Daniel Ponce de León Mexico Manuel Mantilla Cuba           |
| Galo (Até 54 kg)                 | Gerald Tucker United States   | Nehomar Cermeno Venezuela  | Waldemar Font Cuba Ceferino Labarda Argentina              |
| Pena (Até 57 kg)                 | Yudel Johnson Cuba            | Zayas Younan Canada        | Jorge Martínez Mexico Aaron Torres United States           |
| Leve (Até 60 kg)                 | Mario Kindelán Cuba           | Dana Laframboise Canada    | Patrick López Venezuela Cristian Bejarano Mexico           |
| Meio-médio-ligeiro (Até 63,5 kg) | Victor Hugo Castro Argentina  | Kelson Santos Brazil       | Diógenes Luña Cuba Corey Bernard United States             |
| Meio-médio (Até 67 kg)           | Juan Hernández Sierra Cuba    | Jeremy Molitor Canada      | LeChaunce Shepherd United States Charlie Navarro Venezuela |
| Super-médio (Até 71 kg)          | Jorge Gutiérrez Cuba          | Scott MacIntosh Canada     | Euris González Dominican Republic David Sean Black Jamaica |
| Médio (Até 75 kg)                | Yohanson Martínez Cuba        | Arthur Palac United States | José Herrera Colombia Jim Rodriguez Venezuela              |
| Meio-pesado (Até 81 kg)          | Humberto Savigne Cuba         | Laudelino Barros Brazil    | Troy Amos-Ross Canada Hugo Garay Argentina                 |
| Pesado (Até 91 kg)               | Odlanier Solis Cuba           | Mark Simmons Canada        | Marcelino Novaes Brazil Kerron Speid Jamaica               |
| Super-pesado (Mais de 91 kg)     | Alexis Rubalcaba Cuba         | Davin King United States   | Claudio Silva Brazil Manuel Azar Argentina                 |

## Quadro de medalhas
| Posição | Nação                    |    |    |    | Total |
| ------- | ------------------------ | -- | -- | -- | ----- |
| 1       | CUB Cuba                 | 9  | 0  | 3  | 12    |
| 2       | ARG Argentina            | 2  | 0  | 3  | 5     |
| 3       | USA Estados Unidos       | 1  | 3  | 3  | 7     |
| 4       | CAN Canadá               | 0  | 5  | 1  | 6     |
| 5       | BRA Brasil               | 0  | 2  | 2  | 4     |
| 6       | MEX México               | 0  | 1  | 3  | 4     |
| 6       | VEN Venezuela            | 0  | 1  | 3  | 4     |
| 8       | JAM Jamaica              | 0  | 0  | 2  | 2     |
| 9       | COL Colômbia             | 0  | 0  | 1  | 1     |
| 9       | DOM República Dominicana | 0  | 0  | 1  | 1     |
| 9       | ECU Equador              | 0  | 0  | 1  | 1     |
| 9       | PUR Porto Rico           | 0  | 0  | 1  | 1     |
| Total   | Total                    | 12 | 12 | 24 | 48    |